# Гришин, Иван Трифонович
Иван Трифонович Гри́шин (1919—1944) — капитан Рабоче-крестьянской Красной Армии, участник Великой Отечественной войны, Герой Советского Союза (1945).

## Биография
Иван Гришин родился в 1919 году в селе Новониколаевка в семье крестьянина. Окончил шесть классов школы, работал в колхозе. В 1941 году Гришин окончил Уфимское пехотное училище. С июня того года — на фронтах Великой Отечественной войны. К ноябрю 1944 года капитан Иван Гришин был заместителем командира батальона 78-го стрелкового полка, 74-й стрелковой дивизии, 57-й армии, 3-го Украинского фронта. Отличился во время освобождения Югославии.
11 ноября 1944 года Гришин первым в своём полку с группой бойцов переправился через Дунай в районе города Апатин и захватил плацдарм на правом берегу реки. Действия группы способствовали успеху переправы всего батальона. В боях на плацдарме Гришин получил ранение, но поля боя не покинул, продолжая руководить группой. После боя был эвакуирован в медсанбат, где он умер 15 ноября 1944 года. Похоронен в городе Апатин.
Указом Президиума Верховного Совета СССР от 24 марта 1945 года за «образцовое выполнение боевых заданий командования и проявленные мужество и героизм в боях с немецкими захватчиками» капитан Иван Гришин посмертно был удостоен высокого звания Героя Советского Союза. Также был награждён орденами Ленина, Отечественной войны первой степени и Красной Звезды.

## Награды
- Медаль «Золотая Звезда» Героя Советского Союза (24.03.1945), посмертно[3][4].
- Орден Ленина.
- Орден Красной Звезды (04.08.1943)[5].
- Орден Отечественной войны первой степени (31.12.1944), посмертно[6].